# 虫籠窓

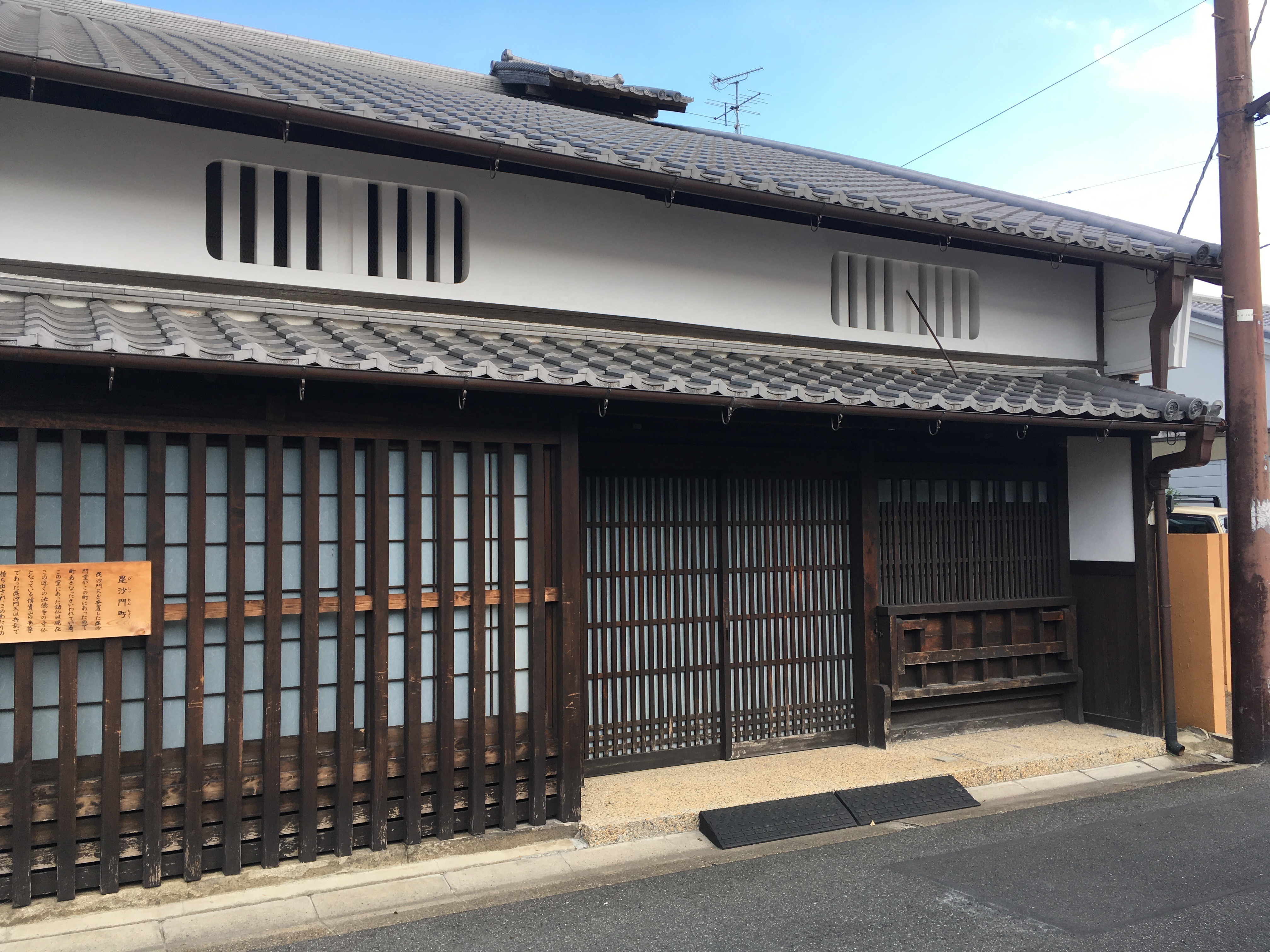
虫籠窓を有する町屋（奈良市の正木家住宅）

虫籠窓（むしこまど）は、日本の町屋における窓の形式。虫かごのように目の細かい格子（虫籠格子）を付けた窓のことである。

## 概要
格子戸、袖壁、うだつなどと同様に町屋を象徴する意匠である。江戸時代には町屋が密集した市街地における火災が多かったことから、防火を目的として広まったとされるが、その目的はささやかな明かり取りや通風に変化していった。初期には楕円形の小型の虫籠窓が多かったが、明治時代には大型化して矩形が主流となった。特に京都文化圏の町屋によく見られるとされ、近畿地方、中国地方や四国地方などの瀬戸内海沿岸、北陸地方や東海地方などで見られる。町屋の中でも漆喰塗りの商家に多く、低い二階（つし二階）にある塗り壁の窓であることが多い。

## ギャラリー

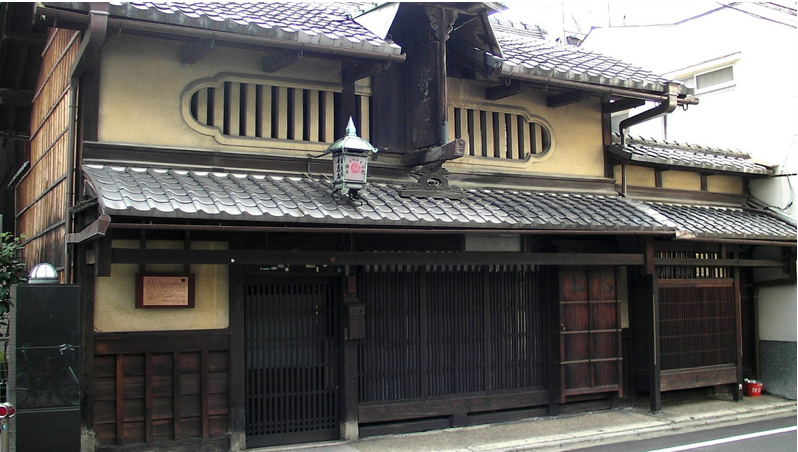
秦家住宅（京都市）
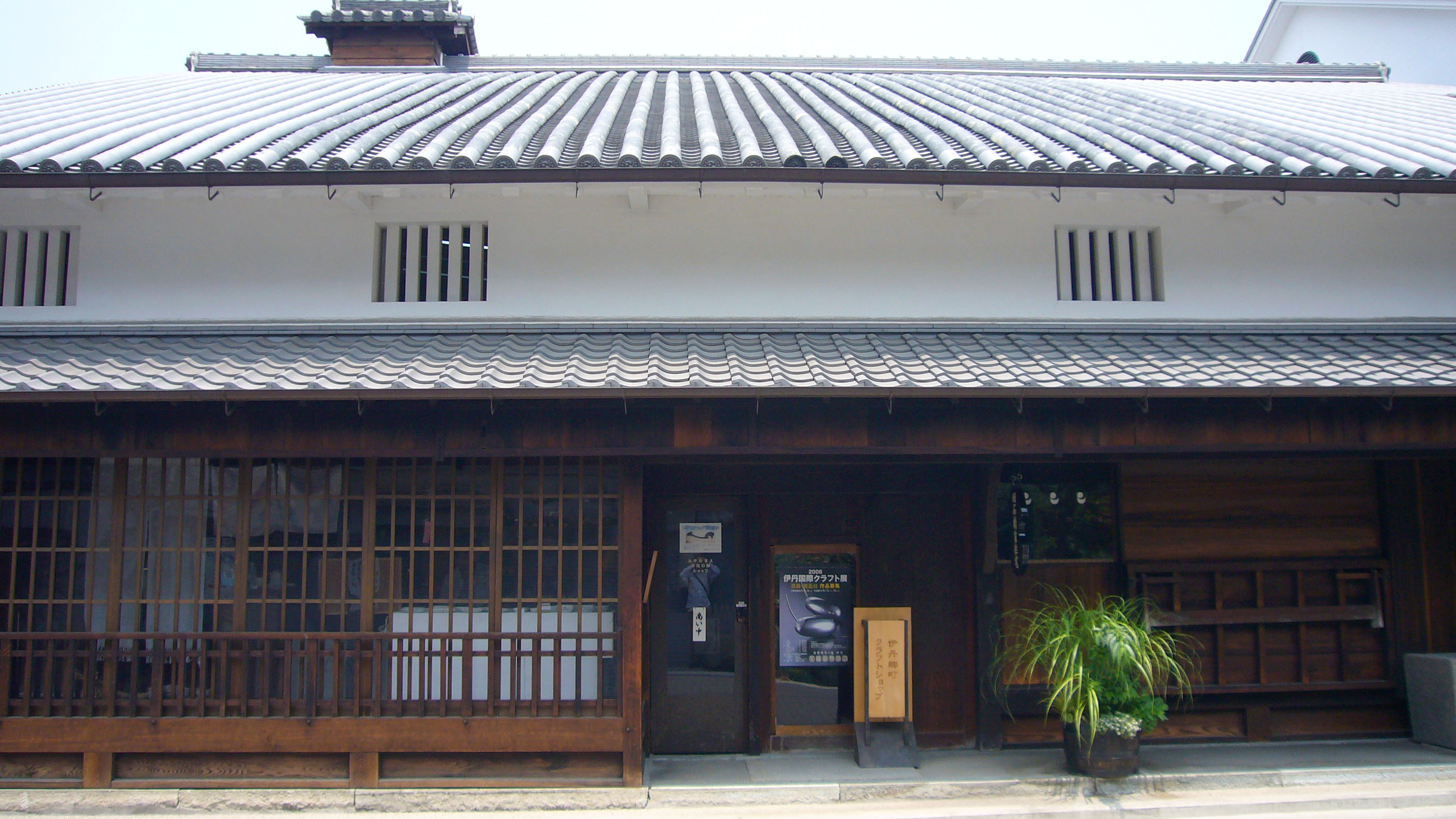
旧石橋家住宅（兵庫県伊丹市）
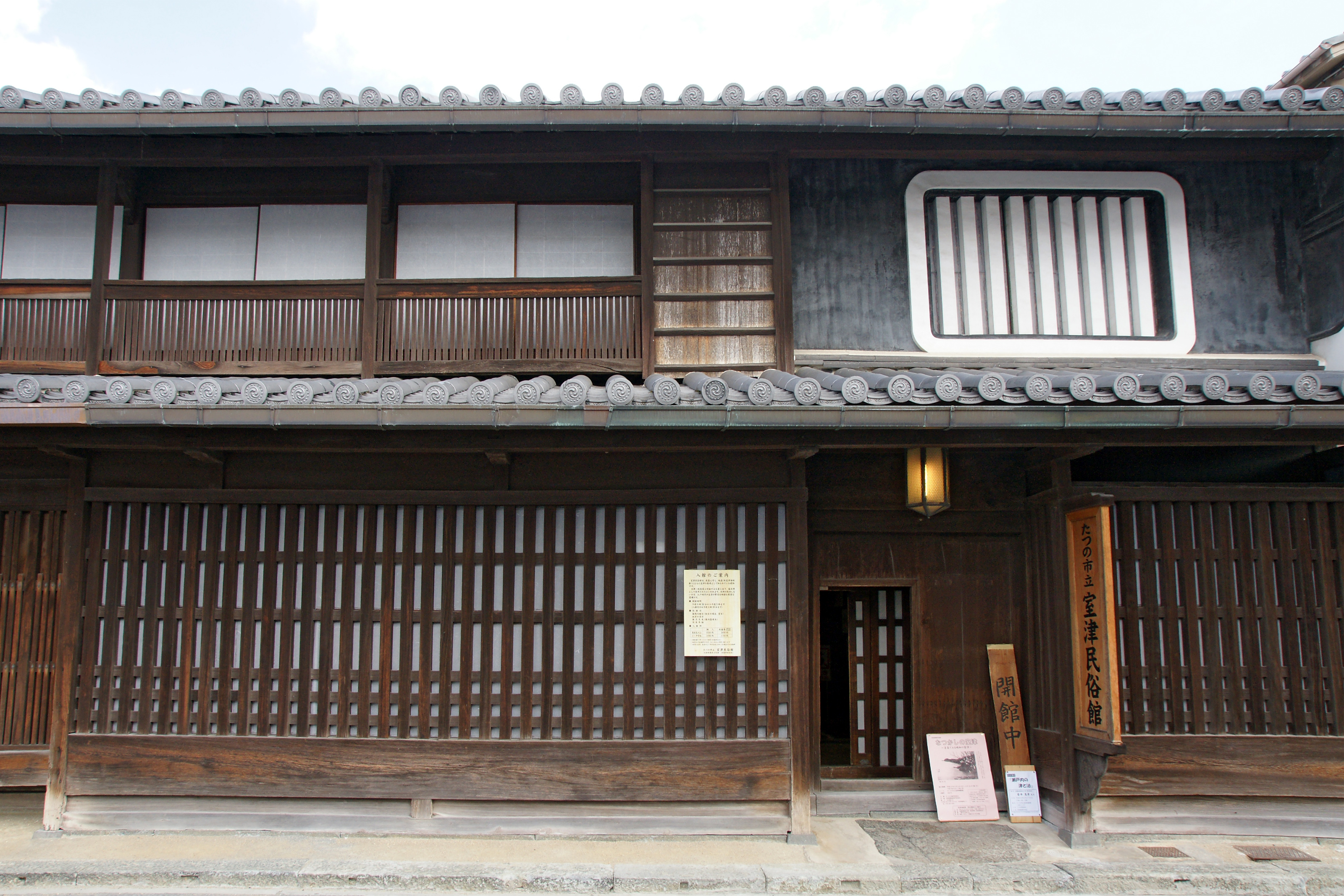
たつの市立室津民俗館（兵庫県たつの市）
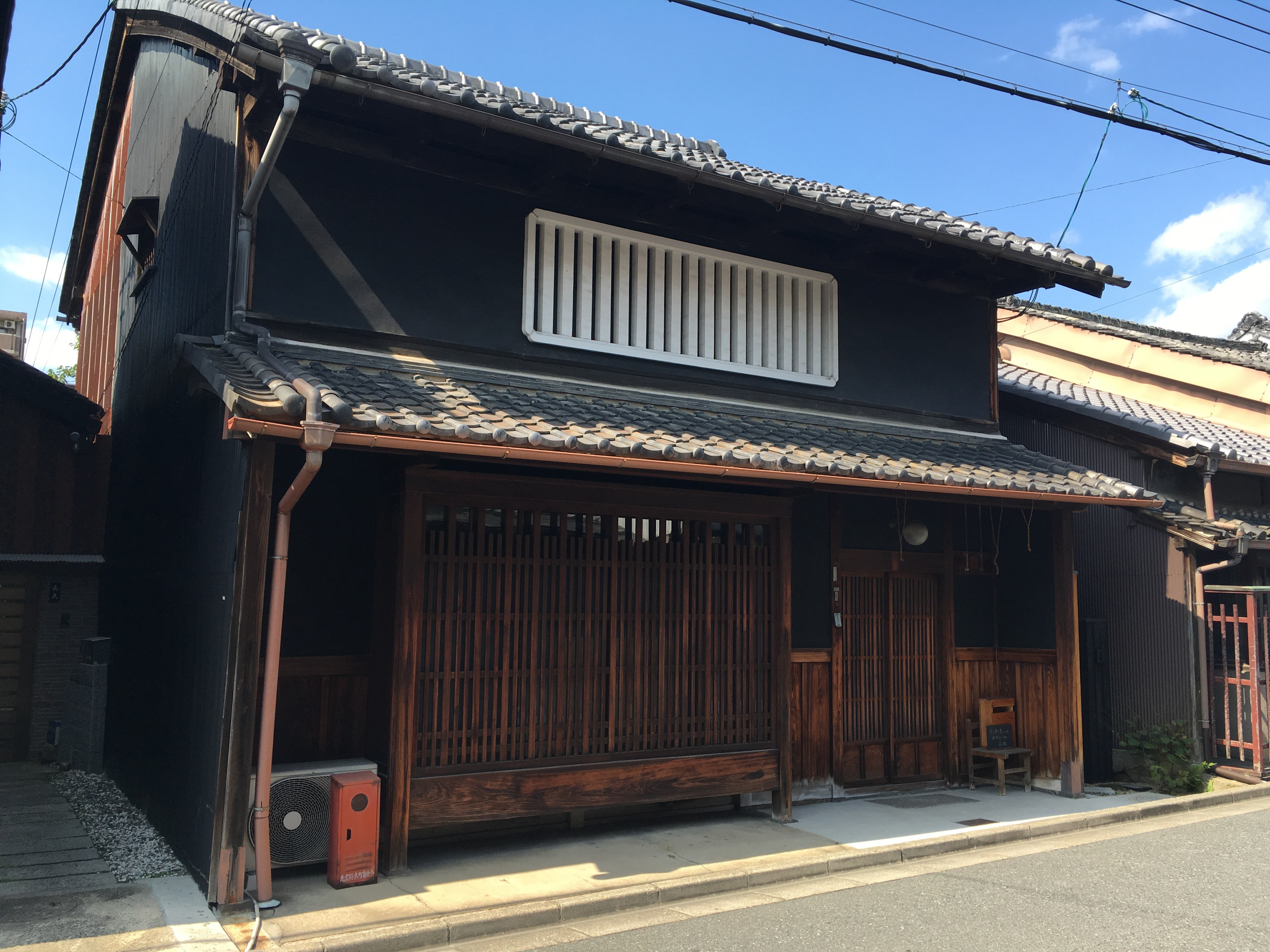
吉岡家住宅（奈良市）
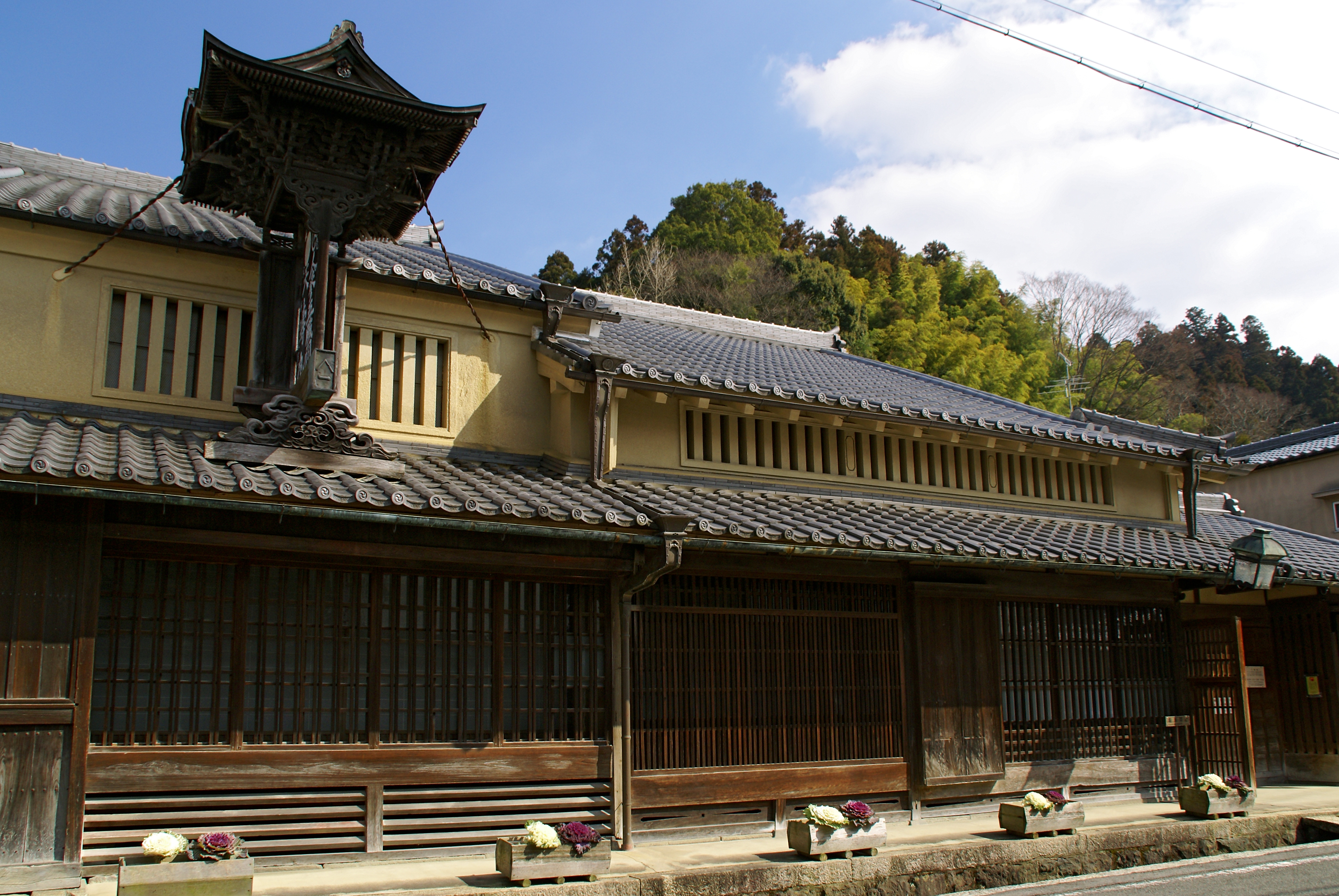
大宇陀町歴史文化館「薬の館」（奈良県宇陀市）